# Dieter Stoltz
Dieter Stoltz (* 24. November 1938 in Karlsruhe) ist ein deutscher Politiker (SPD).

## Leben
Nach dem Besuch der Volksschule und dem Hauptschulabschluss absolvierte Stoltz von 1953 bis 1956 eine Lehre als Industriekaufmann bei den Stadtwerken Karlsruhe und besuchte gleichzeitig die kaufmännische Berufsschule. Im Anschluss arbeitete er als Angestellter bei den Stadtwerken, wo er 1968 zum Abteilungsleiter für Betriebswirtschaft und Organisation aufstieg. Des Weiteren schloss er sich der Gewerkschaft Öffentliche Dienste, Transport und Verkehr (ÖTV) an und war Mitglied des Verwaltungsrates des Badischen Staatstheaters.
Stoltz trat 1962 in die SPD ein und war von 1978 bis 1981, von 1983 bis 1985 sowie von 1987 bis 1988 Vorsitzender des SPD-Kreisverbandes Karlsruhe. Bei der Landtagswahl 1976 wurde er als Abgeordneter in den Landtag von Baden-Württemberg gewählt, dem er bis 1996 angehörte. In allen Wahlperioden war er über ein Zweitmandat des Wahlkreises Karlsruhe I ins Parlament eingezogen.
Dieter Stoltz ist verheiratet und hat zwei Kinder.

## Ehrungen
- 1980: Verdienstkreuz am Bande der Bundesrepublik Deutschland
- 1988: Verdienstkreuz 1. Klasse der Bundesrepublik Deutschland